# Готье, Жан-Поль
Жан-Поль Готье́ (фр. Jean-Paul Gaultier [ʒɑ̃ pɔl ɡotje]; род. 24 апреля 1952, Аркёй, Сена (теперь в Валь-де-Марне)) — французский модельер

, во многом определивший облик высокой моды 1980-х и 1990-х годов, президент собственного модного дома и компании Jean Paul Gaultier S.A.

## Биография и карьера
Детство и юность провёл в пригороде Парижа, в буржуазной семье. Один из немногих современных модельеров, не получивших специального образования. В юности делал эскизы костюмов, рассылал свои наброски ведущим парижским кутюрье.
В 1970 году в возрасте восемнадцати лет был принят на работу в дом моды Пьера Кардена.
В 1971 году работал с Жаком Эстерелем.
В 1976 году он создал первую собственную коллекцию, к 1981 году разработал фирменный провокационный стиль, принёсший ему признание. Коллекции Готье создавались на впечатлении от уличной моды и популярной культуры. Вдохновляясь тем, что он видел на улицах парижских предместий, модельер прославился как l’enfant terrible (с фр. — «несносный, избалованный ребёнок») французской высокой моды. Он носил тельняшку и килт, одевал мужчин-моделей в женские костюмы, отдавал предпочтение эпатажным моделям с пирсингом. Работал с панк-дивой Ниной Хаген. Одним из наиболее эпатажных творений Готье стал корсет с остроконечным бюстгальтером, созданный для мирового турне певицы Мадонны в 1990 году. Модельер также создавал сценические костюмы для певца Мэрилина Мэнсона, победителей конкурса песни Евровидение 1998 и 2014 года Даны Интернешнл и Кончиты Вурст (последняя также демонстрировала «платье невесты» в показе коллекции осень — зима 2014/2015).
Готье создавал костюмы для кино, сотрудничая с такими режиссёрами, как Педро Альмодовар («Кика»), Питер Гринуэй («Повар, вор, его жена и её любовник»), Люк Бессон («Пятый элемент»), Жан-Пьер Жёне и Марк Каро («Город потерянных детей»).
В 1993 году запустил собственную парфюмерную линию. Парфюмерия под именем модельера выпускается испанской компанией Puig, мажоритарным акционером модного дома Готье.
В 2003 году стал креативным директором парижского дома моды Hermès. В том же году Hermès приобрёл 30 % компании Jean Paul Gaultier S.A., а несколько лет спустя увеличил свою долю в фирме Готье до 45 %. После семи лет работы в Hermès, Готье покинул этот дом моды в мае 2010 года, решив сосредоточиться на собственном бизнесе. На руководящем посту его сменил Кристоф Лемэр, до того разрабатывавший линию женской одежды в Hermès, а ещё ранее — занимавший пост главного дизайнера компании Lacoste.
21 июля 2010 года Жан-Поль Готье был назван президентом собственного модного Дома и компании Jean Paul Gaultier S.A.
В 2008 году сотрудничал с хореографом Анжеленом Прельжокажем, создав костюмы для его балета «Белоснежка» (Балет Прельжокажа, экранизирован в 2009 году).
В 2009 году создавал костюмы для певицы Милен Фармер, в частности, для её туров 2009, 2013 и 2019 годов. В 2011 году Милен завершала своим выходом «невесты» дефиле от-кутюр осень — зима 2011/2012, посвящённое балету «Лебединое озеро» и фильму «Чёрный лебедь».
Вёл авторскую программу на канале MTV.
В марте 2005 года в Петровском Пассаже открылся московский бутик Jean Paul Gaultier.
В 2018 году в прокат вышел документальный фильм «Жан-Поль Готье, с любовью», посвящённый созданию последних проектов дизайнера. В 2020 году фильм вышел в российский прокат.

## Благотворительная деятельность
В 2003 году спонсировал проведение выставки «Мужчины в юбках», демонстрировавшейся в нью-йоркском музее Метрополитен.
В 2016 году он создал эскизы для более чем пятисот костюмов в ревю THE ONE Grand Show в берлинском театре Фридрихштадтпаласт.

## Признание и награды
- В 2007 году Готье был удостоен премии Fashion Group International за «слом стереотипов и стирание границ моды»[13].